# Episkepsis
Un episkepsis (Griego: ἐπίσκεψις, pl. episkepseis, ἐπισκέψεις) era un distrito fiscal en el Imperio Bizantino medio (siglos X-XIII). En su sentido técnico estricto, se refiere a un dominio u otra propiedad, en algunos casos incluyendo pueblos o ciudades enteros, asignados para el apoyo de individuos de la familia imperial, casas nobles o iglesias y monasterios.  Como muestra el historiador Paul Magdalino, estos episkepseis se encontraban en gran cantidad situados en las costas del Mar Egeo, las cuales constituían las mejores tierras cultivables del Imperio, o en zonas interiores fértiles como Tracia y Tesalia. En el siglo XII, el término se refiere también a las divisiones fiscales de los themas. 
Como institución, la episkepsis existía ya en el siglo IX, en lo que se refiere a la citación de las episketitas - la posición que supervisa dicho territorio - en función del oikeiakon, un sekreton creado por Basilio II. Se observa que una episkepsis es designada como un posesión imperial a lo largo de su existencia en la historia bizantina. Estas posesiones o haciendas se clasificaron en tres: imperial, personal y eclesiástica. Algunos de los ejemplos de estos territorios incluyen Macedonia, Mileto y Alopekai. Una episkepsis podía transformarse en una kouratoria en caso de estabilidad y ampliación de los ingresos. Por ejemplo, Seleucia fue una episkepsis durante el siglo X, pero más tarde constituyó el gran kouratoria de Tarso.